# مورتن شوربال
مورتن شوربال (دانمارکی: Morten Suurballe) بازیگر اهل دانمارک است. وی در سال ۲۰۱۳ نشان شوالیهٔ دنبرو دریافت کرد.
از فیلم‌ها یا مجموعه‌های تلویزیونی که وی در آن‌ها نقش داشته است، می‌توان به وایکینگ‌ها و جنایت اشاره نمود.